# Humano anatomicamente moderno

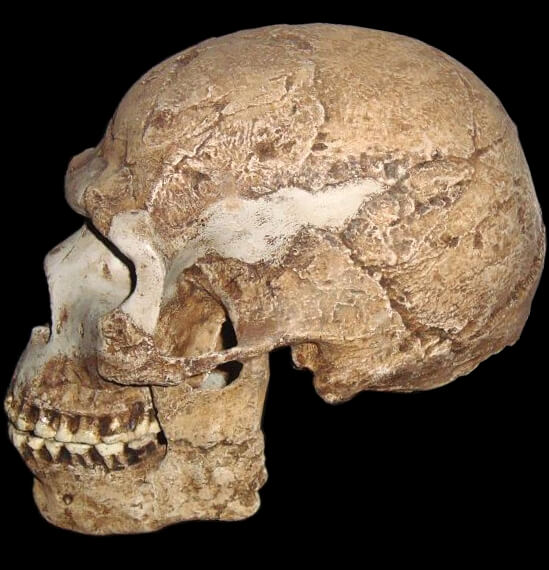
Skhul V de Israel, com 100 a 80 mil anos.

Humano anatomicamente moderno (HAM) ou humano moderno primitivo (HMP) são termos usados para distinguir o Homo sapiens (a única espécie Hominina existente) que é anatomicamente consistente com a variedade de fenótipos observados em humanos contemporâneos, de espécies humanas arcaicas extintas. Essa distinção é útil especialmente para épocas e regiões em que humanos anatomicamente modernos e arcaicos coexistiram, por exemplo, na Europa paleolítica. Entre os restos mortais mais antigos conhecidos do Homo sapiens estão os encontrados no sítio arqueológico de Omo-Kibish I, no sudoeste da Etiópia, datado de 233 a 196 mil anos atrás, no sítio de Florisbad, na África do Sul, datado de 259 mil anos atrás, e no sítio de Jebel Irhoud, no Marrocos, datado de 315 mil anos atrás.
As espécies extintas do gênero Homo incluem o Homo erectus (existente de aproximadamente 2 a 0,1 milhão de anos atrás) e várias outras espécies (consideradas por alguns autores como subespécies do H. sapiens ou do H. erectus). Estima-se que a divergência da linhagem que levou ao H. sapiens a partir do ancestral H. erectus (ou de uma espécie intermediária como o Homo antecessor) tenha ocorrido na África há aproximadamente 500 mil anos. As primeiras evidências fósseis dos primeiros seres humanos modernos aparecem na África há cerca de 300 mil anos, com as primeiras divisões genéticas entre as pessoas modernas, de acordo com algumas evidências, datando aproximadamente da mesma época. Sabe-se que a miscigenação humana arcaica sustentada com os seres humanos modernos ocorreu tanto na África quanto (após a recente expansão para fora da África) na Eurásia, entre cerca de 100 e 30 mil anos atrás.

## Nomenclatura e taxonomia
A nomenclatura binomial Homo sapiens foi cunhada por Linnaeus, em 1758. O substantivo latino homō (genitivo hominis) significa "ser humano", enquanto o particípio sapiēns significa "perspicaz, sábio, sensato".
Inicialmente, acreditava-se que a espécie havia surgido de um predecessor dentro do gênero Homo há cerca de 300 a 200 mil anos atrás.Um problema com a classificação morfológica de "anatomicamente moderno" era que ela não incluía certas populações existentes. Por esse motivo, foi sugerida uma definição de H. sapiens baseada em linhagem (cladística), na qual H. sapiens se referiria, por definição, à linhagem humana moderna após a separação da linhagem Neandertal. Essa definição cladística estenderia a idade do H. sapiens para mais de 500 mil anos.
As estimativas da divisão entre a linhagem Homo sapiens e a linhagem combinada Neanderthal/Denisovan variam entre 503 e 565 mil anos atrás; entre 550 e 765 mil anos atrás; e (com base nas taxas de evolução dentária) possivelmente há mais de 800 mil anos.
Historicamente, as populações humanas existentes foram divididas em subespécies, mas, desde a década de 1980, todos os grupos existentes tendem a ser incluídos em uma única espécie, H. sapiens, evitando a divisão em subespécies.
Algumas fontes mostram os neandertais (H. neanderthalensis) como uma subespécie (H. sapiens neanderthalensis). Da mesma forma, os espécimes descobertos da espécie H. rhodesiensis foram classificados por alguns como uma subespécie (H. sapiens rhodesiensis), embora continue sendo mais comum tratar esses dois últimos como espécies separadas dentro do gênero Homo do que como subespécies dentro do H. sapiens.
Todos os seres humanos são considerados parte da subespécie H. sapiens sapiens, uma designação que tem sido motivo de debate, pois uma espécie geralmente não recebe uma categoria de subespécie, a menos que haja evidências de várias subespécies distintas.

## Idade e processo de especiação

### Derivação doH. erectus
Estima-se que a divergência da linhagem que levaria ao H. sapiens a partir de variedades humanas arcaicas derivadas do H. erectus tenha ocorrido há mais de 500 mil anos (marcando a separação da linhagem do H. sapiens dos ancestrais compartilhados com outros hominídeos arcaicos conhecidos). Mas a divisão mais antiga entre as populações humanas modernas (como a divisão Coissã de outros grupos) foi recentemente datada entre 350 e 260 mil anos atrás, e os primeiros exemplos conhecidos de fósseis de H. sapiens também datam desse período, incluindo os restos mortais de Jebel Irhoud, no Marrocos (cerca de 300 ou 350-280 mil anos atrás), o crânio de Florisbad, na África do Sul (cerca de 259 mil anos atrás) e os restos mortais de Omo, na Etiópia (cerca de 195 mil ou, conforme datação mais recente, cerca de 233 mil anos atrás).
Um estudo de mtDNA em 2019 propôs uma origem dos humanos modernos em Botswana (e uma divisão Coissã) de cerca de 200 mil anos. No entanto, essa proposta foi amplamente criticada por acadêmicos, com as evidências recentes, em geral, genéticas, fósseis e arqueológicas, apoiando uma origem para o H. sapiens aproximadamente 100 mil anos antes e em uma região mais ampla da África do que o estudo propõe.
Em setembro de 2019, os cientistas propuseram que o H. sapiens mais antigo (e o último ancestral humano comum dos humanos modernos) surgiu entre 350 e 260 mil anos atrás por meio de uma fusão de populações no leste e no sul da África.
Uma sugestão alternativa define H. sapiens cladisticamente como incluindo a linhagem dos humanos modernos desde a separação da linhagem dos neandertais, aproximadamente 500 a 800 mil anos atrás.
O tempo de divergência entre o H. sapiens arcaico e os ancestrais dos neandertais e denisovanos, causado por um afunilamento genético dos últimos, foi datado em 744 mil anos atrás, combinado com repetidos eventos de mistura precoce e denisovanos divergindo dos neandertais 300 gerações após sua separação do H. sapiens, conforme calculado por Rogers et al. (2017).
A derivação de uma única espécie comparativamente homogênea de H. sapiens a partir de variedades mais diversas de humanos arcaicos (todos descendentes da dispersão inicial do H. erectus há cerca de 1,8 milhão de anos) foi debatida em termos de dois modelos concorrentes na década de 1980: A "hipótese da origem única" postulava o surgimento do H. sapiens a partir de uma única população de origem na África, que se expandiu e levou à extinção de todas as outras variedades humanas, enquanto o modelo de "evolução multirregional" postulava a sobrevivência de formas regionais de humanos arcaicos, convergindo gradualmente para as variedades humanas modernas pelo mecanismo de variação clinal, por meio de deriva genética, fluxo gênico e seleção ao longo do Pleistoceno.
Desde a década de 2000, a disponibilidade de dados de arqueogenética e genética populacional levou ao surgimento de um quadro muito mais detalhado, intermediário entre os dois cenários concorrentes descritos acima: A hipótese da origem única é responsável pela parte predominante da ancestralidade humana moderna, embora também houvesse eventos significativos de mistura com humanos arcaicos regionais.
Desde a década de 1970, os restos mortais de Omo, originalmente datados de cerca de 195 mil anos atrás, têm sido frequentemente considerados como o início convencional do surgimento dos "humanos anatomicamente modernos". Desde a década de 2000, a descoberta de restos mortais mais antigos com características comparáveis e a descoberta de hibridização contínua entre populações "modernas" e "arcaicas" após a época dos restos mortais de Omo abriram um debate renovado sobre a idade do H. sapiens em publicações jornalísticas. O H. s. idaltu, datado de 160 mil anos atrás, foi postulado como uma subespécie extinta do H. sapiens em 2003. O H. neanderthalensis, que foi extinto há cerca de 40 mil anos, também foi considerado em um determinado momento como uma subespécie, H. s. neanderthalensis.
O H. heidelbergensis, datado de 600 a 300 mil anos atrás, há muito tempo é considerado um candidato provável para o último ancestral comum das linhagens neandertal e humana moderna. No entanto, evidências genéticas dos fósseis de Sima de los Huesos publicadas em 2016 parecem sugerir que o H. heidelbergensis em sua totalidade deve ser incluído na linhagem Neandertal, como "pré-Neandertal" ou "Neandertal primitivo", enquanto o tempo de divergência entre as linhagens Neandertal e moderna foi adiado para antes do surgimento do H. heidelbergensis, para cerca de 800 mil anos atrás, o tempo aproximado de desaparecimento do H. antecessor.

### Homo sapiensprimitivo

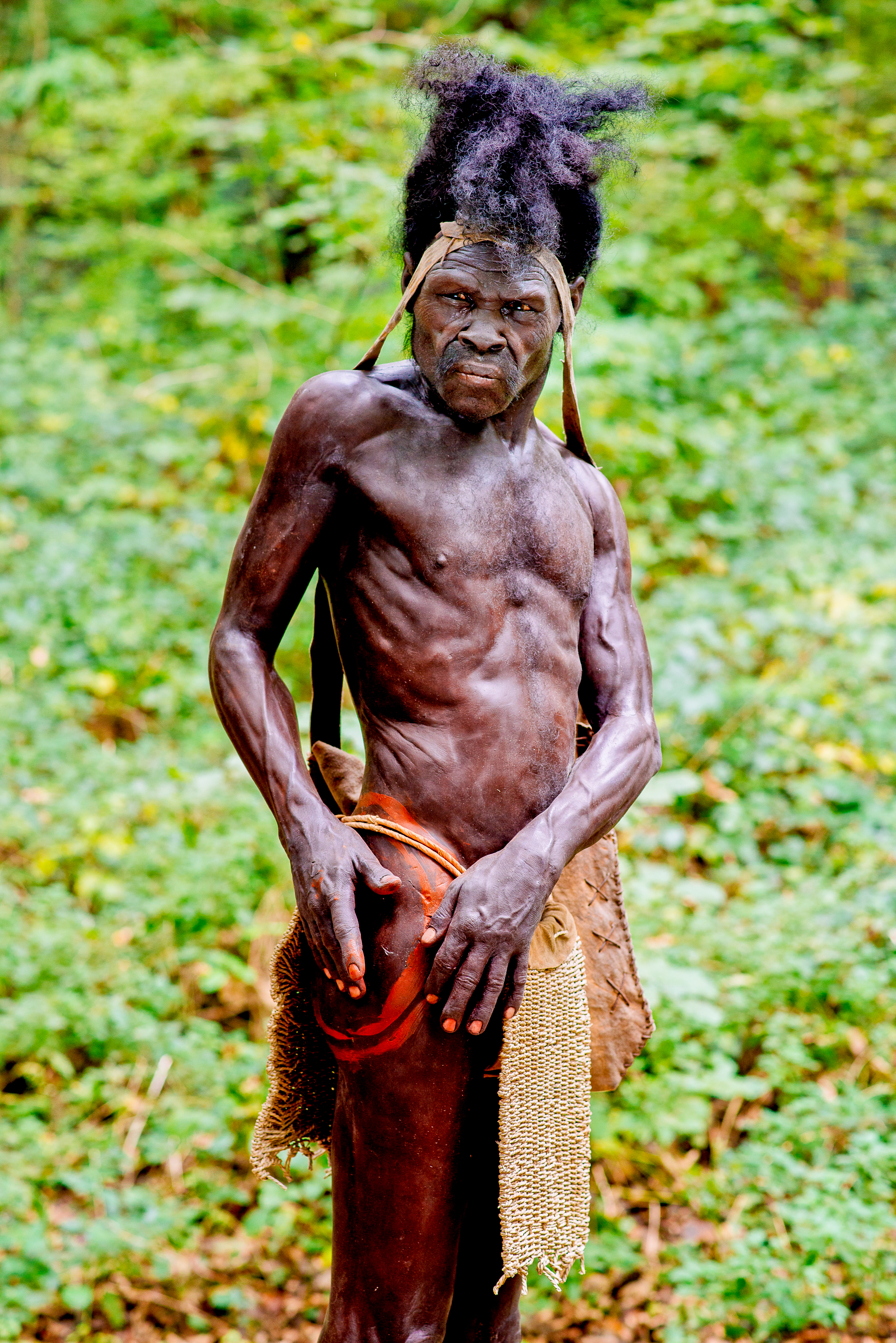
Representação de um Homo sapiens primitivo de Jebel Irhoud, Marrocos c. 315 mil anos ap

O termo Paleolítico Médio busca abranger o período entre o primeiro surgimento do H. sapiens (cerca de 300 mil anos atrás) e o período considerado por alguns como o surgimento da modernidade comportamental completa (cerca de 50 mil anos atrás, correspondendo ao início do Paleolítico Superior).
Muitos dos primeiros achados humanos modernos, como os de Jebel Irhoud, Omo, Herto, Florisbad, Skhul e Peștera cu Oase, exibem uma mistura de traços arcaicos e modernos Skhul V, por exemplo, tem proeminentes sulcos nas sobrancelhas e uma face saliente. Entretanto, a caixa craniana é bastante arredondada e distinta da dos neandertais e é semelhante à caixa encefálica dos humanos modernos. Não se sabe ao certo se os traços robustos de alguns dos primeiros humanos modernos, como o Skhul V, refletem uma ascendência mista ou a retenção de traços mais antigos.
O esqueleto "gracioso" ou de construção leve dos humanos anatomicamente modernos foi relacionado a uma mudança de comportamento, incluindo maior cooperação e "transporte de recursos".
Há evidências de que o desenvolvimento característico do cérebro humano, especialmente o córtex pré-frontal, deveu-se a "uma aceleração excepcional da evolução do metaboloma [...] paralelamente a uma redução drástica da força muscular. As rápidas mudanças metabólicas observadas no cérebro e no músculo, juntamente com as habilidades cognitivas humanas únicas e o baixo desempenho muscular, podem refletir mecanismos paralelos na evolução humana." As lanças de Schöningen e sua correlação de achados são evidências de que habilidades tecnológicas complexas já existiam há 300 mil anos e são a primeira prova óbvia de uma caça ativa (de grande porte). O H. heidelbergensis já possuía habilidades intelectuais e cognitivas, como planejamento antecipado, pensamento e ação, que até agora só foram atribuídas ao homem moderno.
Os contínuos eventos de miscigenação nas populações humanas anatomicamente modernas dificultam a estimativa da idade dos ancestrais comuns matrilineares e patrilineares mais recentes das populações modernas (Eva mitocondrial e Adão cromossomial Y). As estimativas da idade do Adão cromossomial Y foram significativamente reduzidas com a descoberta de uma antiga linhagem cromossômica Y em 2013, provavelmente para além de 300 mil anos atrás. No entanto, não há relatos de sobrevivência de DNA cromossômico Y ou mitocondrial claramente derivado de humanos arcaicos (o que reduziria a idade do ancestral patrilinear ou matrilinear mais recente para além de 500 mil anos).
Dentes fósseis encontrados na Caverna Qesem (Israel) e datados entre 400 e 200 mil anos atrás foram comparados ao material dentário dos hominídeos mais jovens (120-80 mil anos atrás) Skhul e Qafzeh.

## Dispersão e mistura arcaica
A dispersão do H. sapiens primitivo começa logo após seu surgimento, conforme evidenciado pelos achados de Jebel Irhoud, no norte da África (datados de cerca de 315 mil anos atrás). Há evidências indiretas da presença do H. sapiens na Ásia Ocidental por volta de 270 mil anos atrás.
O crânio de Florisbad da África do Sul, datado de cerca de 259 mil anos atrás, também foi classificado como representante do H. sapiens primitivo.(Scerri 2018, pp. 582–594)
Em setembro de 2019, cientistas propuseram que o H. sapiens mais antigo (e o último ancestral humano comum dos humanos modernos) surgiu entre 350 e 260 mil anos atrás, por meio de uma fusão de populações no leste e no sul da África.
Entre as populações existentes, os caçadores-coletores Khoi-San (ou "Capoide") do sul da África podem representar a população humana com a mais antiga divergência possível dentro do grupo Homo sapiens sapiens. Seu tempo de separação foi estimado em um estudo de 2017 como sendo entre 350 e 260 mil anos atrás, compatível com a idade estimada do H. sapiens inicial. O estudo afirma que a estimativa de tempo de separação profunda de 350 a 260 mil anos atrás é consistente com a estimativa arqueológica para o início da Idade da Pedra Média em toda a África Subsaariana e coincide com o H. sapiens arcaico no sul da África representado, por exemplo, pelo crânio de Florisbad datado de 259 (± 35) mil anos atrás.
O H. s. idaltu, encontrado em Médio Awash, na Etiópia, viveu há cerca de 160 mil anos, e o H. sapiens viveu em Omo Kibish, na Etiópia, há cerca de 233-195 mil anos. Dois fósseis de Guomde, no Quênia, datados de pelo menos (e provavelmente mais do que) 180 mil anos atrás e (mais precisamente) de 300-270 mil anos atrás, foram provisoriamente atribuídos ao H. sapiens e foram observadas semelhanças entre eles e os restos mortais de Omo Kibbish. Evidências fósseis da presença humana moderna no oeste da Ásia foram verificadas há 177 mil anos, e evidências fósseis contestadas sugerem expansão até o leste da Ásia há 120 mil anos.
Em julho de 2019, antropólogos relataram a descoberta de restos mortais de 210 mil anos de um H. sapiens e restos mortais de 170 mil anos de um H. neanderthalensis na Caverna Apidima, Peloponeso, Grécia, mais de 150 mil anos mais antigos do que os achados anteriores de H. sapiens na Europa.
Um evento de dispersão significativo, dentro da África e para a Ásia Ocidental, está associado as grandes secas africanas durante o MIS 5, com início há 130 mil anos. Um estudo de 2011 localizou a origem da população basal das populações humanas contemporâneas há 130 mil anos, com os Coissãs representando um "grupo populacional ancestral" localizado no sudoeste da África (perto da fronteira costeira da Namíbia e Angola).

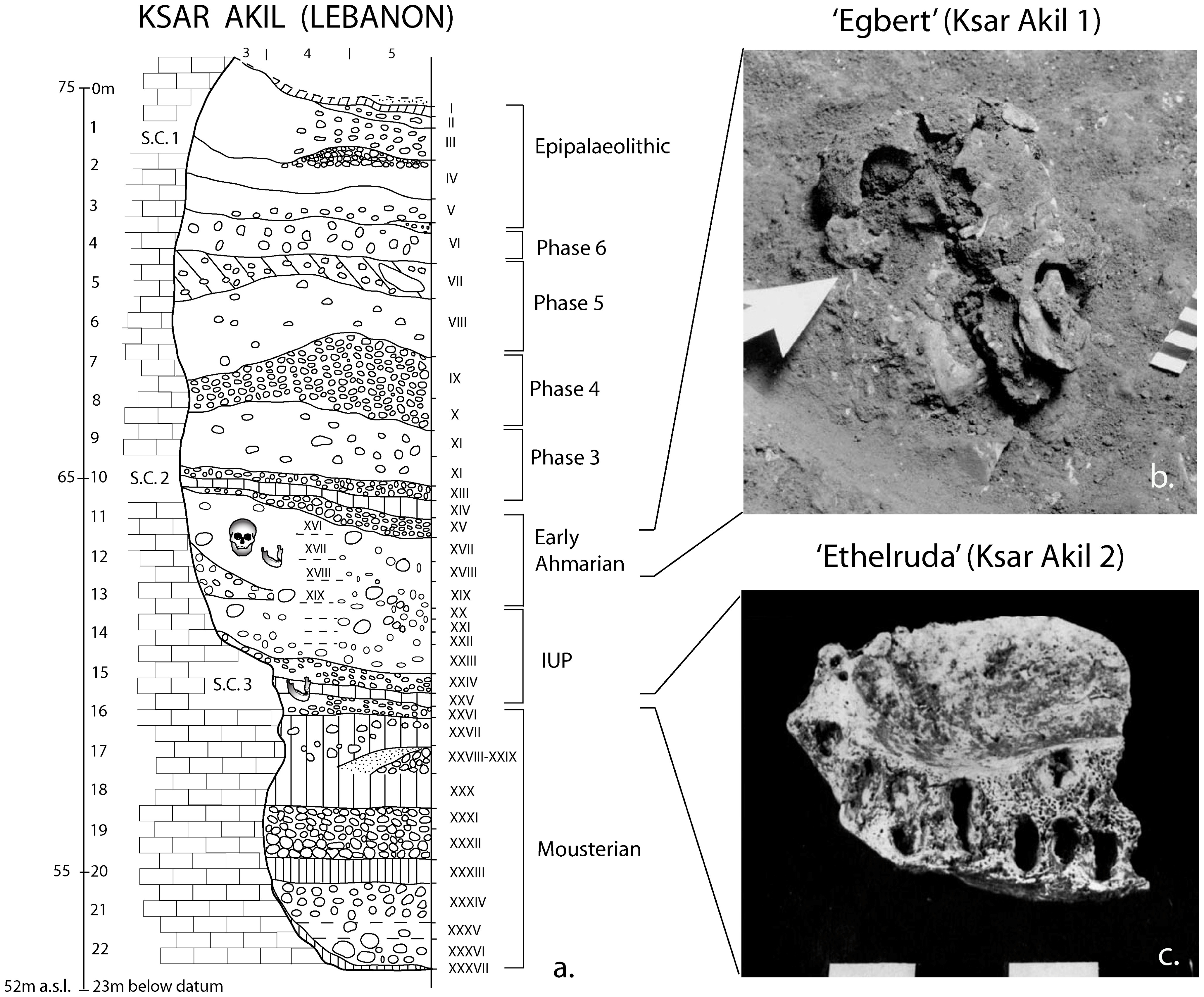
Sequência de camadas em Ksar Akil, no corredor Levantine, e descoberta de dois fósseis de Homo sapiens, datados de 40.800 a 39.200 anos ap para "Egbert" e de 42.400 a 41.700 ap para "Ethelruda".

Embora a expansão dos primeiros humanos modernos na África Subsaariana antes de 130 mil anos tenha persistido, a expansão inicial para o norte da África e para a Ásia parece ter desaparecido no final do MIS 5 (75 mil anos atrás) e é conhecida apenas por evidências fósseis e por miscigenação arcaica. A Eurásia foi repovoada pelos primeiros seres humanos modernos na chamada "migração recente para fora da África", pós-data do MIS 5, começando por volta de 70 a 50 mil anos atrás. Nessa expansão, os portadores do haplogrupo L3 do mt-DNA saíram do leste da África, provavelmente chegando à Arábia por meio de Bab-el-Mandeb, e na Grande Migração Costeira se espalharam para o sul da Ásia, sul da Ásia Marítima e Oceania entre 65 e 50 mil anos atrás, enquanto a Europa, o leste e o norte da Ásia foram alcançados por volta de 45 mil anos atrás. Algumas evidências sugerem que uma onda inicial de humanos pode ter chegado às Américas por volta de 40 mil a 25 mil anos atrás.
A evidência da contribuição esmagadora dessa expansão "recente" (derivada de L3) para todas as populações não africanas foi estabelecida com base no DNA mitocondrial, combinada com evidências baseadas na antropologia física de espécimes arcaicos, durante as décadas de 1990 e 2000, e também foi apoiada pelo DNA Y e pelo DNA autossômico. A suposição de substituição completa foi revisada na década de 2010 com a descoberta de eventos de miscigenação (introgressão) de populações de H. sapiens com populações de humanos arcaicos no período entre aproximadamente 100 e 30 mil anos atrás, tanto na Eurásia quanto na África Subsaariana. A mistura neandertal, na faixa de 1-4%, é encontrada em todas as populações modernas fora da África, inclusive em europeus, asiáticos, papua-novos-guineenses, aborígenes australianos, nativos americanos e outros não africanos. Isso sugere que o cruzamento entre neandertais e humanos anatomicamente modernos ocorreu após a recente migração "para fora da África", provavelmente entre 60 e 40 anos atrás.
Análises recentes de miscigenação aumentaram a complexidade, descobrindo que os neandertais orientais derivam até 2% de sua ancestralidade de humanos anatomicamente modernos que deixaram a África há cerca de 100 mil anos. A extensão da miscigenação neandertal (e a introgressão de genes adquiridos por miscigenação) varia significativamente entre os grupos raciais contemporâneos, sendo ausente nos africanos, intermediária nos europeus e mais alta nos asiáticos orientais. Descobriu-se que certos genes relacionados à adaptação à luz ultravioleta, adquiridos dos neandertais, foram selecionados especificamente nos asiáticos orientais de 45 mil anos atrás até cerca de 5 mil anos atrás. A extensão da miscigenação arcaica é da ordem de cerca de 1% a 4% em europeus e asiáticos orientais, e mais alta entre os melanésios (o último também tem miscigenação com o hominídeo de Denisova de 4% a 6%, além da miscigenação neandertal). Cumulativamente, estima-se que cerca de 20% do genoma neandertal permaneça presente e disseminado nas populações contemporâneas.
Em setembro de 2019, os cientistas relataram a determinação computadorizada, com base em 260 tomografias computadorizadas, de um forma do crânio virtual do último ancestral humano comum dos humanos modernos/H. sapiens, representativo dos primeiros humanos modernos, e sugeriu que os humanos modernos surgiram entre 350 e 260 mil anos atrás por meio de uma fusão de populações no leste e no sul da África, enquanto os fósseis do norte da África podem representar uma população que se transformou em neandertais durante a LMP.

## Anatomia

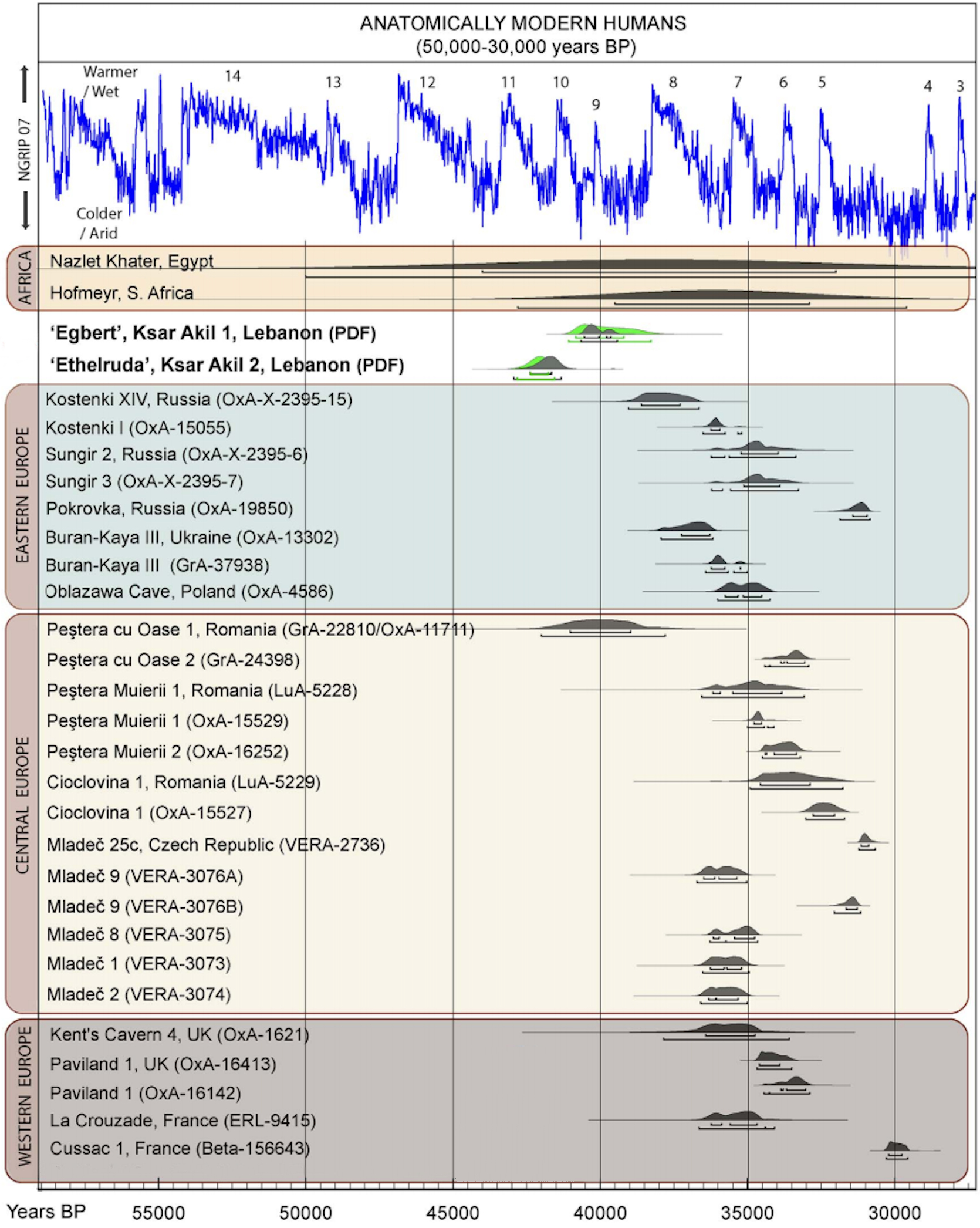
Restos arqueológicos conhecidos de humanos anatomicamente modernos na Europa e na África, datados diretamente, datas de carbono calibradas a partir de 2013.

Em geral, os humanos modernos são mais leves (ou mais "graciosos") do que os humanos arcaicos mais "robustos". No entanto, os humanos contemporâneos apresentam alta variabilidade em muitas características fisiológicas e podem apresentar uma "robustez" notável. Ainda há vários detalhes fisiológicos que podem ser considerados como uma diferenciação confiável entre a fisiologia dos neandertais e a dos humanos anatomicamente modernos.

### Modernidade anatômica
O termo "humanos anatomicamente modernos" (HAM) é usado com escopo variável, dependendo do contexto, para distinguir o Homo sapiens "anatomicamente moderno" dos humanos arcaicos, como os neandertais e os hominídeos do Paleolítico Médio e Inferior, com características de transição intermediárias entre o H. erectus, os neandertais e os primeiros HAM, chamados de Homo sapiens arcaico. Em uma convenção popular na década de 1990, os neandertais foram classificados como uma subespécie de H. sapiens, como H. s. neanderthalensis, enquanto o HAM (ou os primeiros humanos modernos europeus, EEMH) foi considerado como se referindo a "Cro-Magnon" ou H. s. sapiens. Sob essa nomenclatura (os neandertais considerados H. sapiens), o termo "Homo sapiens anatomicamente moderno" (AMHS) também foi usado para se referir aos EEMH ("Cro-Magnons"). Desde então, tornou-se mais comum designar os neandertais como uma espécie separada, H. neanderthalensis, de modo que o HAM no contexto europeu se refere ao H. sapiens, mas a questão não está resolvida de forma alguma.
Nessa definição mais restrita de H. sapiens, a subespécie Homo sapiens idaltu, descoberta em 2003, também se enquadra no conceito de "anatomicamente moderno". O reconhecimento do H. sapiens idaltu como uma subespécie válida da linhagem humana anatomicamente moderna justificaria a descrição dos humanos contemporâneos com o nome de subespécie Homo sapiens sapiens. Entretanto, o antropólogo biológico Chris Stringer não considera o idaltu suficientemente distinto dentro do H. sapiens para justificar sua própria designação de subespécie.
Uma divisão adicional de HAM em subtipos "primitivos" ou "robustos" versus "pós-glaciais" ou "graciosos" tem sido usada desde então por conveniência. O surgimento do "HAM gracioso" é considerado um reflexo de um processo em direção a um esqueleto menor e de ossos mais finos, iniciado por volta de 50 a 30 mil anos atrás.

### Anatomia da caixa craniana

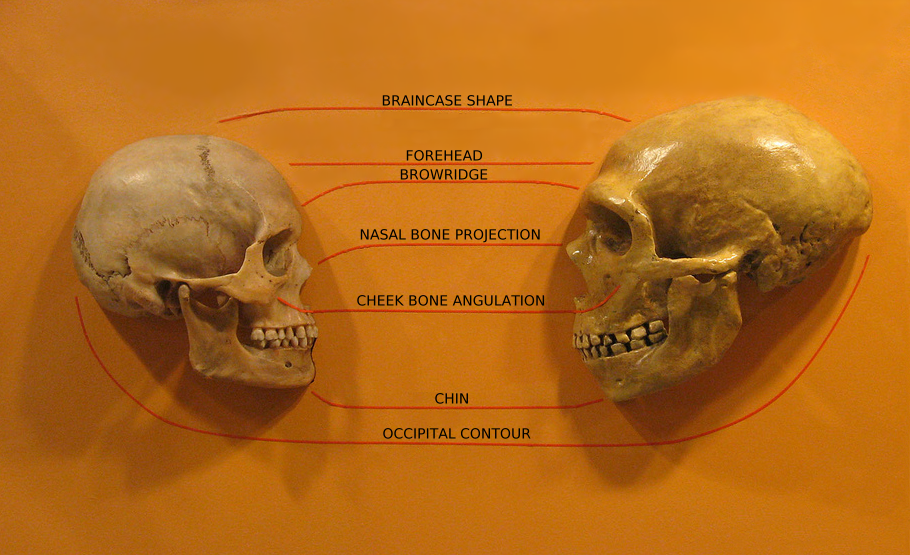
Comparação anatômica dos crânios de H. sapiens (esquerda) e H. neanderthalensis (direita)
(no Museu de História Natural de Cleveland).
As características comparadas são o formato da caixa craniana, a testa, a arcada supraciliar, o osso nasal, a projeção, a angulação do osso zigomático, o queixo e o contorno occipital.

O crânio não apresenta uma protuberância occipital acentuada no pescoço, uma protuberância que ancorava músculos consideráveis do pescoço nos neandertais. Os seres humanos modernos, mesmo os mais antigos, geralmente têm um cérebro anterior maior do que os povos arcaicos, de modo que o cérebro fica acima e não atrás dos olhos. Isso geralmente (embora nem sempre) resulta em uma testa mais alta e em uma arcada supraciliar reduzida. Os primeiros povos modernos e alguns povos vivos têm, no entanto, cristas de sobrancelhas bastante pronunciadas, mas diferem das formas arcaicas por terem um forame ou entalhe supraorbital, formando um sulco através da crista acima de cada olho, o que divide a crista em uma parte central e duas partes distais. Nos seres humanos atuais, geralmente apenas a seção central da crista é preservada (se é que é preservada). Isso contrasta com os humanos arcaicos, onde a crista da sobrancelha é pronunciada e ininterrupta.
Os humanos modernos geralmente têm uma testa íngreme e até vertical, enquanto seus predecessores tinham testas fortemente inclinadas para trás. De acordo com Desmond Morris, a testa vertical nos humanos desempenha um papel importante na comunicação humana por meio dos movimentos das sobrancelhas e do enrugamento da pele da testa.
A capacidade encefálica dos Neandertais e dos HAM é significativamente maior, em média (mas se sobrepõe em termos de alcance), do que a capacidade do H. erectus. Os tamanhos cerebrais do Neandertal e do HAM estão na mesma faixa, mas há diferenças nos tamanhos relativos de áreas cerebrais individuais, com sistemas visuais significativamente maiores nos Neandertais do que no HAM.

### Anatomia da mandíbula
Em comparação com os povos arcaicos, os seres humanos anatomicamente modernos têm dentes menores e com formatos diferentes, o que resulta em uma dentadura menor e mais recuada, fazendo com que o restante da linha da mandíbula se destaque, dando origem a um queixo frequentemente bastante proeminente. A parte central da mandíbula que forma o queixo carrega uma área de formato triangular que forma o ápice do queixo, chamada de trígono mental, não encontrada em humanos arcaicos. Particularmente em populações vivas, o uso do fogo e de ferramentas requer menos músculos da mandíbula, o que resulta em mandíbulas mais finas e delicadas. Em comparação com os povos arcaicos, os humanos modernos têm rostos menores e mais baixos.

### Estrutura do esqueleto corporal
Os esqueletos dos primeiros e mais robustos humanos modernos eram menos robustos do que os dos neandertais (e do pouco que sabemos dos denisovanos), tendo proporções essencialmente modernas. Particularmente em relação aos ossos longos dos membros, os ossos distais (rádio/ulna e tíbia/fíbula) são quase do mesmo tamanho ou ligeiramente menores do que os ossos proximais (úmero e fêmur). Nos povos antigos, especialmente nos neandertais, os ossos distais eram mais curtos, o que se acredita ser uma adaptação ao clima frio. A mesma adaptação é encontrada em alguns povos modernos que vivem nas regiões polares.
As médias de altura dos neandertais são citadas como 164 a 168 cm e 152 a 156 cm para homens e mulheres, respectivamente, o que é consideravelmente idêntico às alturas médias pré-industriais para HAM. As médias nacionais contemporâneas variam entre 158 a 184 cm para homens e 147 a 172 cm para mulheres. Os intervalos neandertais se aproximam da distribuição contemporânea de altura medida entre os malaios, por exemplo.

## Evolução recente

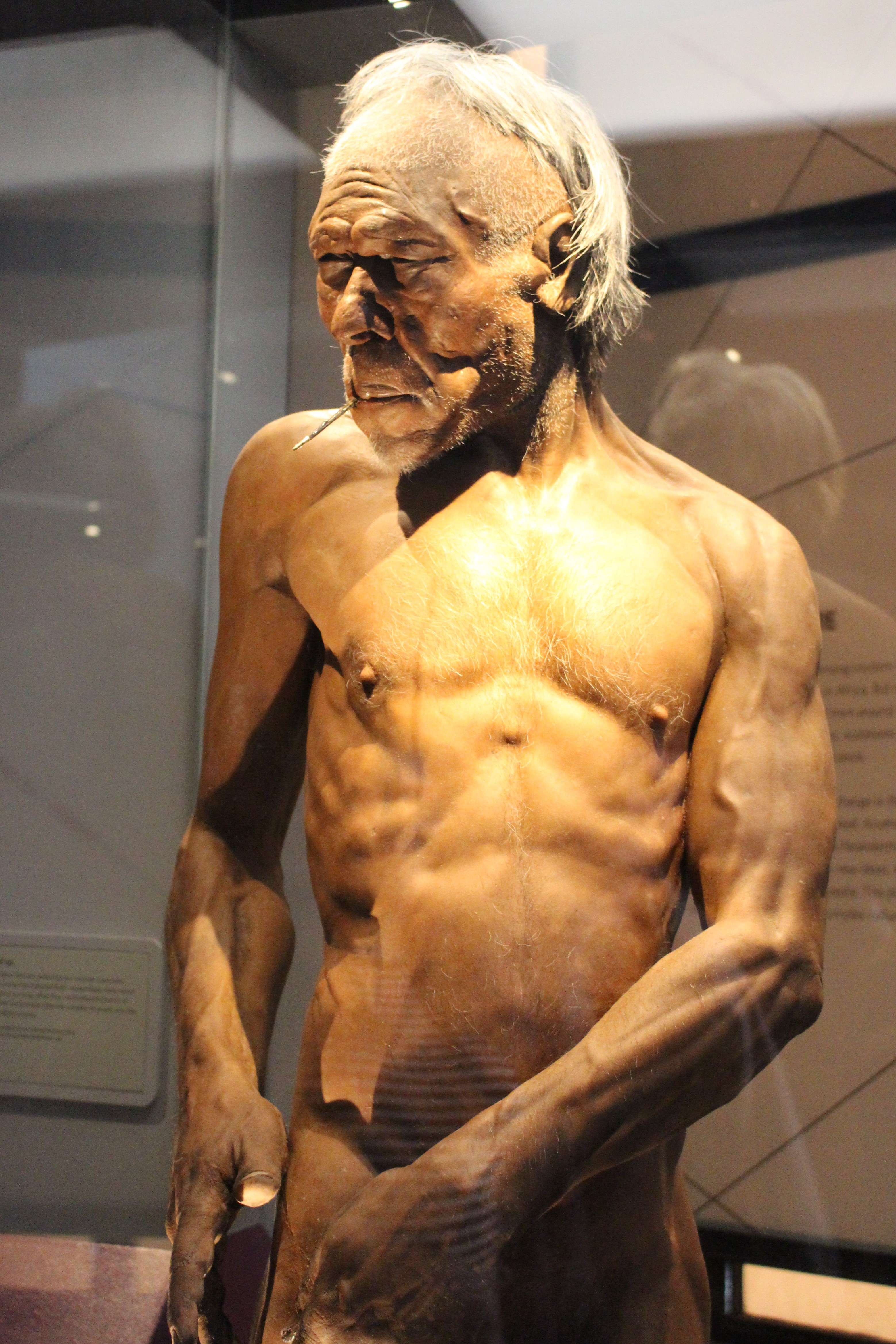
Representação de um homem moderno do sudoeste da Europa c. 30 mil anos ap, Museu de História Natural de Londres.

Após o povoamento da África, há cerca de 130 mil anos, e a recente expansão para fora da África, há cerca de 70 a 50 mil anos, algumas subpopulações de H. sapiens ficaram essencialmente isoladas por dezenas de milhares de anos antes do início da Era Moderna dos Descobrimentos. Combinado com a miscigenação arcaica, isso resultou em uma variação genética significativa que, em alguns casos, demonstrou ser o resultado da seleção direcional ocorrida nos últimos 15 mil anos, ou seja, significativamente mais tarde do que os possíveis eventos de mistura arcaica.
Acredita-se que algumas adaptações climáticas, como a adaptação a altas altitudes em humanos, tenham sido adquiridas por miscigenação arcaica. A introgressão de variantes genéticas adquiridas pela miscigenação neandertal tem distribuições diferentes em europeus e asiáticos orientais, refletindo diferenças nas pressões seletivas recentes. Um estudo de 2014 relatou que as variantes derivadas do Neandertal encontradas em populações do Leste Asiático mostraram agrupamento em grupos funcionais relacionados a vias imunológicas e hematopoiéticas, enquanto as populações europeias mostraram agrupamento em grupos funcionais relacionados ao processo catabólico de lipídios. Um estudo de 2017 encontrou correlação da mistura do Neandertal em traços fenotípicos em populações europeias modernas.
Mudanças fisiológicas ou fenotípicas foram atribuídas a mutações do Paleolítico Superior, como a variante do leste asiático do gene EDAR, datada de cerca de 35 mil anos atrás.
A divergência recente das linhagens eurasiáticas foi acelerada significativamente durante o Último Máximo Glacial (UMG), o Mesolítico e o Neolítico, devido ao aumento das pressões de seleção e aos efeitos fundadores associados à migração. Alelos preditivos de pele clara foram encontrados em neandertais, mas acredita-se que os alelos para pele clara em europeus e asiáticos orientais, associados a KITLG e ASIP, não tenham sido adquiridos por miscigenação arcaica, mas por mutações recentes desde o LGM. Os fenótipos associados às populações "brancas" ou "caucasianas" da população da Eurásia Ocidental surgiram durante o UGM, há cerca de 19 mil anos. A capacidade craniana média nas populações humanas modernas varia na faixa de 1.200 a 1.450 cm3 para homens adultos. O volume craniano maior está associado à região climática, sendo que as maiores médias são encontradas em populações da Sibéria e do Ártico. Tanto o Neandertal quanto o EEMH tinham volumes cranianos um pouco maiores, em média, do que os europeus modernos, sugerindo o relaxamento das pressões de seleção para um volume cerebral maior após o fim do UGM.
Exemplos de adaptações ainda mais recentes relacionadas à agricultura e à domesticação de animais, incluindo os tipos de ADH1B do Leste Asiático associados à domesticação do arroz, ou à persistência da lactase, devem-se a pressões de seleção recentes.
Uma adaptação ainda mais recente foi proposta para os Sama-Bajau austronésios, desenvolvida sob pressões de seleção associadas à subsistência através de mergulho livre nos últimos mil anos, aproximadamente.

## Modernidade comportamental

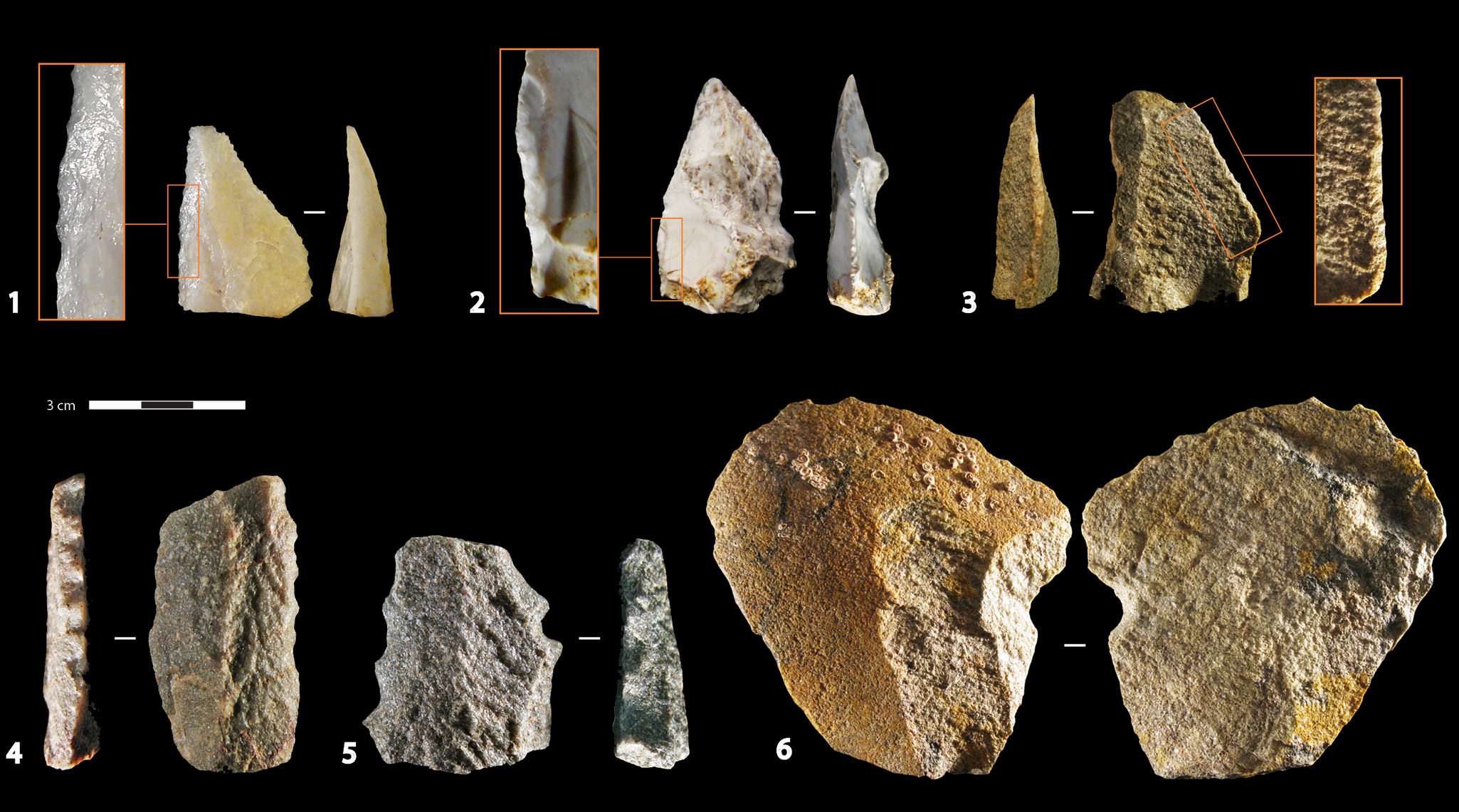
Indústrias líticas do Homo sapiens primitivo na Caverna Blombos (fase M3, MIS 5), Cabo do Sul, África do Sul (c. 105 - 90 mil anos).

A modernidade comportamental, que envolve o desenvolvimento da linguagem, da arte figurativa e das primeiras formas de religião, etc., é considerada originária de antes de 40 mil anos atrás, marcando o início do Paleolítico Superior (em contextos africanos também conhecido como Idade da Pedra Posterior).
Há um debate considerável sobre se os primeiros humanos anatomicamente modernos se comportavam de forma semelhante aos humanos recentes ou existentes. Considera-se que a modernidade comportamental inclui a linguagem totalmente desenvolvida (exigindo a capacidade de pensamento abstrato), a expressão artística, as primeiras formas de comportamento religioso, o aumento da cooperação e a formação dos primeiros assentamentos e a produção de ferramentas articuladas a partir de núcleos líticos, ossos ou chifres. O termo Paleolítico Superior visa abranger o período desde a rápida expansão dos humanos modernos em toda a Eurásia, que coincide com a primeira aparição da arte paleolítica, como as pinturas rupestres, e o desenvolvimento de inovações tecnológicas, como o arremesso de lanças. O Paleolítico Superior começa por volta de 50 a 40 mil anos atrás e também coincide com o desaparecimento de humanos arcaicos, como os neandertais.

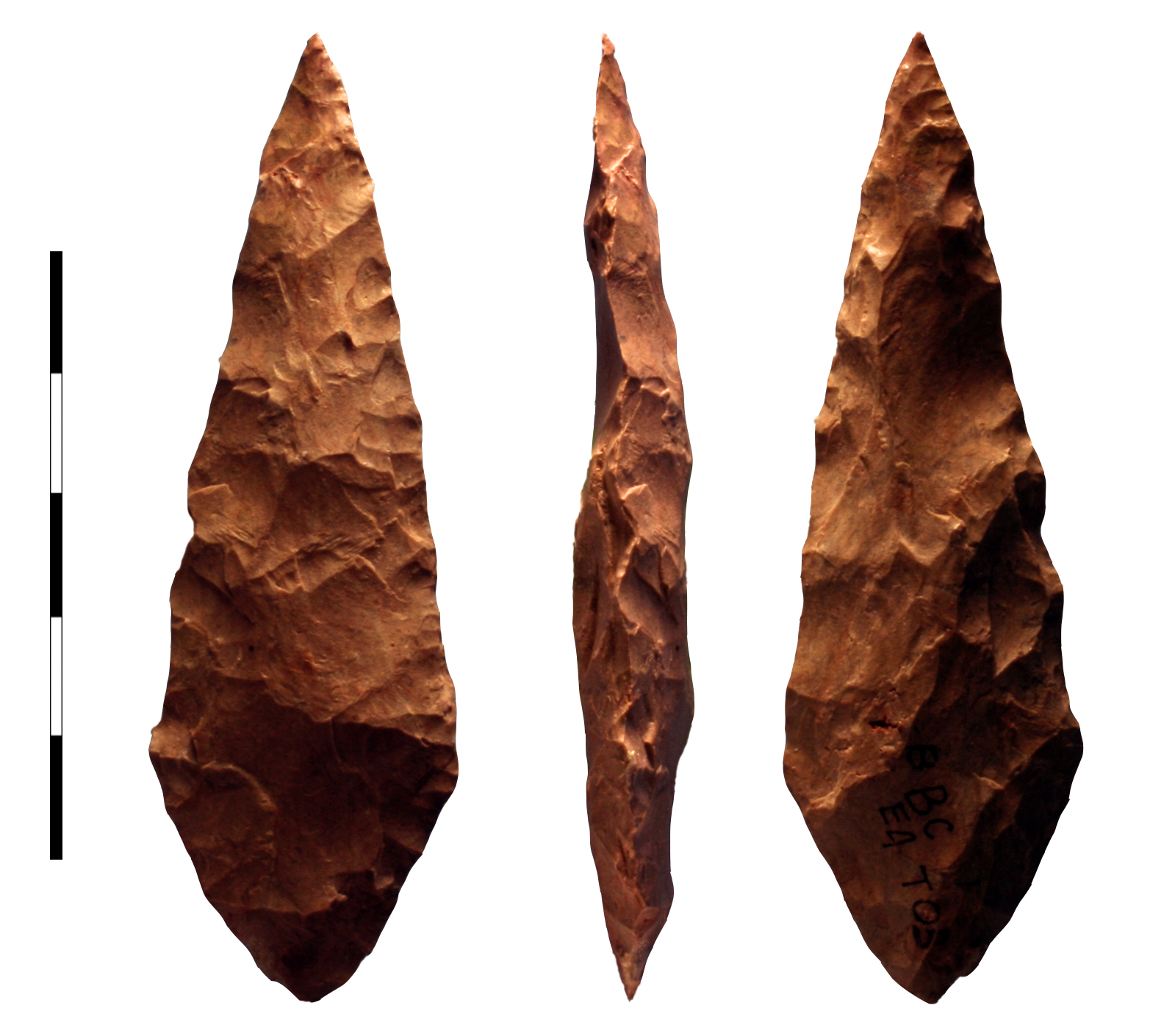
Peça bifacial de silcreto do Homo sapiens primitivo, da camada da fase M1 (71.000 a.C.) da Caverna Blombos, África do Sul.

O termo "modernidade comportamental" é um tanto controverso. Ele é usado com mais frequência para o conjunto de características que marcam o Paleolítico Superior, mas alguns estudiosos usam "modernidade comportamental" para o surgimento do H. sapiens há cerca de 200 mil anos, enquanto outros usam o termo para os rápidos desenvolvimentos que ocorreram há cerca de 50 mil anos. Foi proposto que o surgimento da modernidade comportamental foi um processo gradual.

### Exemplos de modernidade comportamental

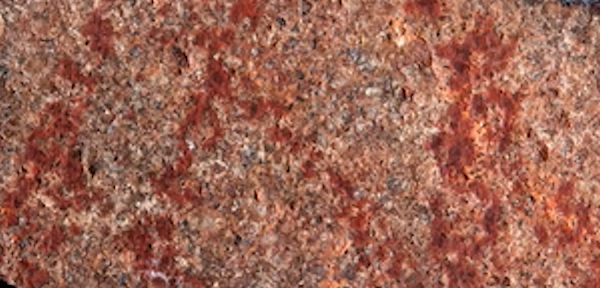
Alegado como o "mais antigo desenho conhecido feito por mãos humanas", descoberto na Caverna Blombos, na África do Sul. Estima-se que seja um trabalho de 73 mil anos de um Homo sapiens.

O equivalente ao Paleolítico Superior da Eurásia na arqueologia africana é conhecido como Idade da Pedra Posterior, que também iniciou há cerca de 40 mil anos. Embora a maior parte das evidências claras de modernidade comportamental descobertas a partir do final do século XIX tenha vindo da Europa, como as estatuetas de Vênus e outros artefatos do Aurignaciano, pesquisas arqueológicas mais recentes mostraram que todos os elementos essenciais do tipo de cultura material típica dos caçadores-coletores Sãs contemporâneos do sul da África também estavam presentes há pelo menos 40 mil anos, incluindo varas de escavação de materiais semelhantes aos usados hoje, contas de casca de ovo de avestruz, pontas de flecha de osso com marcas individuais do fabricante gravadas e incrustadas com ocre vermelho e aplicadores de veneno. Há também uma sugestão de que "a descamação por pressão explica melhor a morfologia dos artefatos líticos recuperados dos níveis da Idade da Pedra Média de c. 75-ka na Caverna Blombos, na África do Sul. A técnica foi usada durante a modelagem final das pontas bifaciais de Still Bay feitas em silcreto tratado termicamente".
Acreditava-se que tanto a descamação por pressão quanto o tratamento térmico de materiais ocorreram muito mais tarde na pré-história, e ambos indicam uma sofisticação comportamental moderna no uso de materiais naturais. Outros relatórios de pesquisas em sítios de cavernas ao longo da costa sul da África indicam que "o debate sobre quando as características culturais e cognitivas típicas dos humanos modernos apareceram pela primeira vez" pode estar chegando ao fim, já que "tecnologias avançadas com cadeias de produção elaboradas" que "muitas vezes exigem transmissão de alta fidelidade e, portanto, linguagem" foram encontradas no Pinnacle Point Site 5-6 da África do Sul. Essas tecnologias foram datadas de aproximadamente 71 mil anos atrás. Os pesquisadores sugerem que sua pesquisa "mostra que a tecnologia microlítica teve origem no início da África do Sul, por volta de 71 mil anos, evoluiu durante um vasto período de tempo (cerca de 11 mil anos) e foi tipicamente associada a um complexo tratamento térmico que persistiu por quase 100 mil anos. As tecnologias avançadas na África foram precoces e duradouras; uma pequena amostra de sítios escavados na África é a melhor explicação para qualquer padrão de 'oscilação' percebido." Especula-se que o aumento da complexidade comportamental esteja ligado a uma mudança climática anterior para condições muito mais secas entre 135 e 75 mil anos atrás. Isso pode ter levado grupos humanos que buscavam refúgio das secas do interior a se expandirem ao longo dos pântanos costeiros ricos em mariscos e outros recursos. Como o nível do mar estava baixo devido ao grande volume de água retido nas geleiras, esses pântanos teriam ocorrido em toda a costa sul da Eurásia. O uso de jangadas e barcos pode muito bem ter facilitado a exploração de ilhas ao largo da costa e o deslocamento ao longo da costa, o que acabou permitindo a expansão para a Nova Guiné e, depois, para a Austrália.
Além disso, várias outras evidências de imagens abstratas, estratégias de subsistência ampliadas e outros comportamentos "modernos" foram descobertas na África, especialmente na África do Sul, do Norte e Oriental, anteriores a 50 mil anos atrás (algumas anteriores a 100 mil anos atrás). O sítio da caverna de Blombos, na África do Sul, por exemplo, é famoso pelas placas retangulares de ocre gravadas com desenhos geométricos. Usando várias técnicas de datação, confirmou-se que o local tem cerca de 77 e 100-75 mil anos. Recipientes com cascas de ovos de avestruz gravados com desenhos geométricos datados de 60 mil anos atrás foram encontrados em Diepkloof, na África do Sul. No Marrocos, foram encontradas contas e outros ornamentos pessoais que podem ter até 130 mil anos de idade; além disso, a Cave of Hearths (Caverna das Lareiras), na África do Sul, produziu uma série de miçangas que datam de muito antes de 50 mil anos atrás, e foram encontradas miçangas de concha que datam de cerca de 75 mil anos atrás na Blombos Cave (Caverna de Blombos), na África do Sul.
Armas de projétil especializadas também foram encontradas em vários sítios na África da Idade da Pedra Média, incluindo pontas de flecha de osso e pedra em sítios sul-africanos, como a Caverna de Sibudu (juntamente com uma agulha de osso primitiva também encontrada em Sibudu), datando de aproximadamente 72 a 60 mil anos atrás, algumas das quais podem ter sido envenenadas e arpões de osso no sítio centro-africano de Katanda, datando de aproximadamente 90 mil anos atrás. Também existem evidências do tratamento térmico sistemático de pedras de silcreto para aumentar sua capacidade de descamação para fins de fabricação de ferramentas, começando há aproximadamente 164 mil anos no sítio sul-africano de Pinnacle Point e tornando-se comum na criação de ferramentas microlíticas há aproximadamente 72 mil anos.
Em 2008, foi descoberta uma oficina de processamento de ocre, provavelmente para a produção de tintas, datada de aproximadamente 100 mil anos atrás na caverna de Blombos, na África do Sul. A análise mostra que uma mistura rica em pigmentos liquefeitos era produzida e armazenada nas duas conchas de abalone, e que ocre, osso, carvão, pedras de amolar e pedras de martelo também formavam uma parte composta dos kits de ferramentas. As evidências da complexidade da tarefa incluem a aquisição e a combinação de matérias-primas de várias fontes (o que implica que eles tinham um modelo mental do processo que seguiriam), possivelmente usando pirotecnologia para facilitar a extração de gordura do osso, usando uma receita provável para produzir o composto e o uso de recipientes de concha para misturar e armazenar para uso posterior. Comportamentos modernos, como a fabricação de miçangas de concha, ferramentas de osso e flechas, e o uso de pigmento ocre, são evidentes em um sítio do Quênia entre 78 e 67 mil anos atrás. Evidências de armas de projétil com ponta de pedra (uma ferramenta característica do Homo sapiens), as pontas de pedra de dardos ou lanças de arremesso, foram descobertas em 2013 no sítio etíope de Gademotta e datam de cerca de 279 mil anos atrás.
A expansão das estratégias de subsistência para além da caça de animais de grande porte e a consequente diversidade de tipos de ferramentas foram apontadas como sinais de modernidade comportamental. Vários sítios da África do Sul mostraram uma dependência precoce de recursos aquáticos, de peixes a mariscos. Pinnacle Point, em particular, mostra a exploração de recursos marinhos desde 120 mil anos atrás, talvez em resposta às condições mais áridas do continente. O estabelecimento de uma dependência de depósitos previsíveis de moluscos, por exemplo, poderia reduzir a mobilidade e facilitar sistemas sociais complexos e comportamento simbólico. A Caverna de Blombos e o Sítio 440 no Sudão também mostram evidências de pesca. Mudanças tafonômicas nos esqueletos de peixes da caverna de Blombos foram interpretadas como captura de peixes vivos, claramente um comportamento humano intencional.
Sabe-se que os seres humanos no norte da África (Nazlet Sabaha, Egito) se envolveram na mineração de cherte, desde ≈100 mil anos atrás, para a construção de ferramentas de pedra.
Em 2018, foram encontradas evidências, datadas de cerca de 320 mil anos atrás, no sítio de Olorgesailie, no Quênia, do surgimento precoce de comportamentos modernos, incluindo: o comércio e o transporte de longa distância de recursos (como obsidiana), o uso de pigmentos e a possível fabricação de pontas de projétil. Os autores de três estudos de 2018 sobre o sítio observam que as evidências desses comportamentos são mais ou menos contemporâneas dos primeiros vestígios fósseis conhecidos do Homo sapiens na África (como em Jebel Irhoud e Florisbad) e sugerem que comportamentos complexos e modernos começaram na África por volta da época do surgimento do Homo sapiens.
Em 2019, outras evidências de armas de projétil complexas da Idade da Pedra Média na África foram encontradas em Aduma, na Etiópia, datadas de 100 a 80 mil anos atrás, na forma de pontas consideradas provavelmente pertencentes a dardos lançados por arremessadores de lanças.

## Ritmo do progresso durante a história doHomo sapiens
O progresso tecnológico e cultural do Homo sapiens parece ter sido muito mais rápido nos últimos milênios do que nos primeiros períodos do Homo sapiens. O ritmo de desenvolvimento pode, de fato, ter se acelerado, devido à população muito maior (portanto, mais humanos existentes para pensar em inovações), mais comunicação e compartilhamento de ideias entre as populações humanas e o acúmulo de ferramentas de pensamento. Entretanto, também pode ser que o ritmo dos avanços sempre pareça relativamente mais rápido para os humanos no período em que vivem, porque os avanços anteriores não são reconhecidos.